# Doiwala
Doiwala là một thị xã và là một nagar panchayat của quận Dehradun thuộc bang Uttaranchal, Ấn Độ.

## Nhân khẩu
Theo điều tra dân số năm 2001 của Ấn Độ, Doiwala có dân số 8047 người. Phái nam chiếm 54% tổng số dân và phái nữ chiếm 46%. Doiwala có tỷ lệ 76% biết đọc biết viết, cao hơn tỷ lệ trung bình toàn quốc là 59,5%: tỷ lệ cho phái nam là 82%, và tỷ lệ cho phái nữ là 70%. Tại Doiwala, 11% dân số nhỏ hơn 6 tuổi.